# 万年县 (北周)
万年县，中国古县名。
西汉时曾置万年县。北周明帝二年（558年）析长安县、霸城县、山北县各一部分，再置万年县。与长安县同城而治。隋朝开皇二年（582年），于万年县境内修筑新城，即大兴城。次年，改万年县为大兴县，定都于此。大业三年（607年），改雍州为京兆郡，大兴县逐为隋朝国都所在，长安县为州郡治所。
唐朝武德元年（618年），改京兆郡为雍州，改大兴县为万年县。武德二年（619年）析置芷阳县，武德七年省。总章元年（668年）析置明堂县，长安二年（702年）省。天宝七载（748年），改咸宁县，至德三年（758年），复万年县。天祐元年（904年），唐昭宗迁都洛阳。万年县与长安县以长安城的朱雀大街为界，街西五十四坊属长安县，街东五十四坊属万年县。
北宋宣和七年（1125年），改万年县为樊川县。金大定二十一年（1181年）改为咸宁县。1914年撤咸宁县，并入长安县。